# Combat d'Amami-Ōshima
Guerre du Crabe
Batailles
- Gangneung
- Yeosu
- Yeonpyeong (1re)
- Amami-Ōshima
- Yeonpyeong (2e)
- Daecheong
- Baengnyeong
- Yeonpyeong (bombardement)

Le combat d'Amami-Ōshima, livré le 22 décembre 2001, oppose une flottille de la Garde côtière du Japon à un bâtiment armé nord-coréen au large de l'île japonaise d'Amami-Ōshima en mer de Chine. L'affrontement se termine par la destruction du bâtiment nord-coréen, accusé par les autorités japonaises d'être un navire espion.
C'est la première bataille navale engagée par des forces japonaises depuis la fin de la guerre du Pacifique en 1945.

## Historique

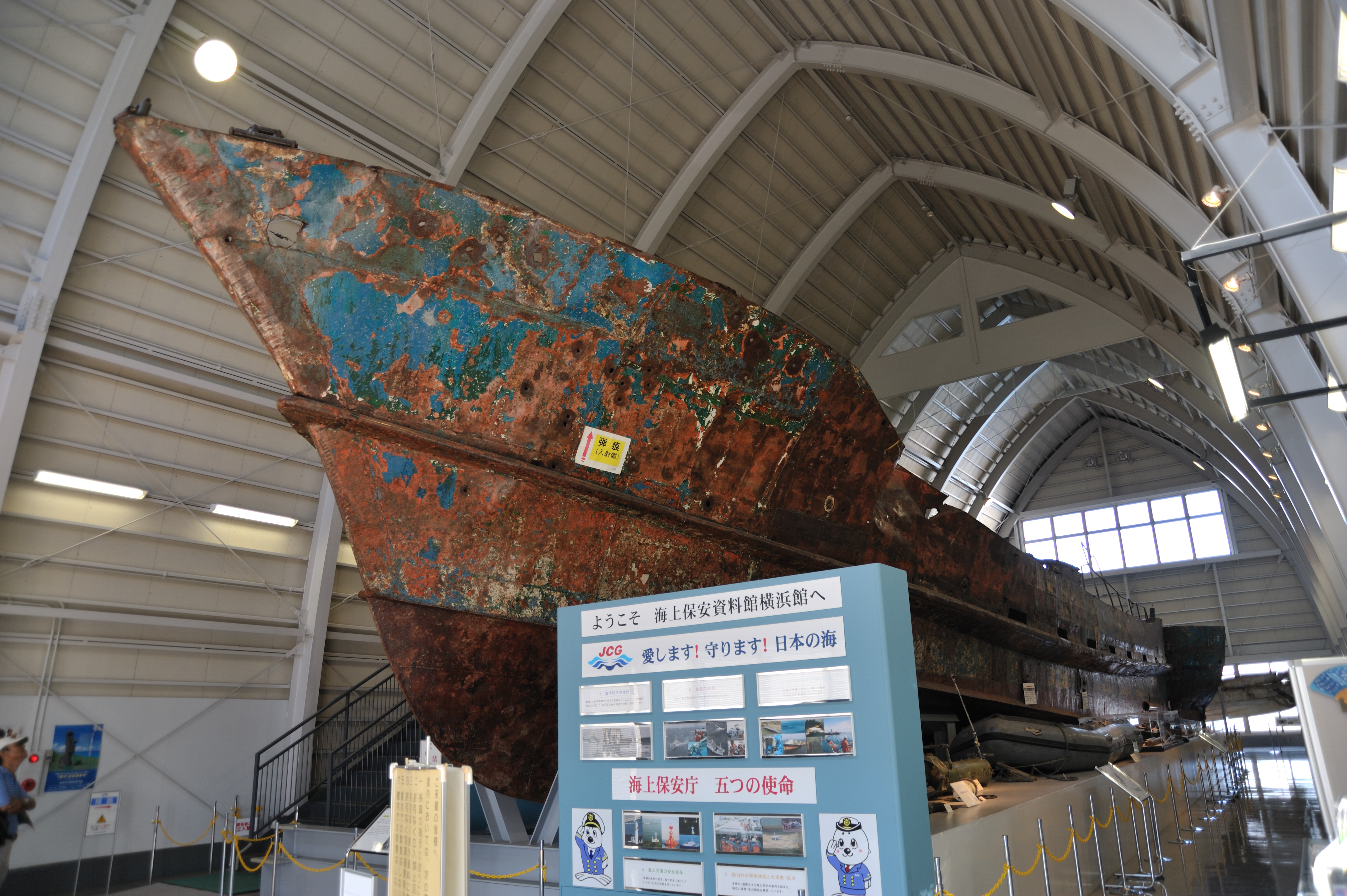
Le Zhangyu 3705 au Musée des garde-côtes de Yokohama.

Le chalutier armé nord-coréen — pouvant atteindre une vitesse de 33 nœuds et signalé par une station d'écoute du Jōhōhonbu de Kikaigashima — est aperçu pour la première fois dans les eaux japonaises le 21 décembre 2001 par un avion de la Force maritime d'autodéfense japonaise à 1 h 30 du matin (heure locale). Techniquement parlant, le combat s'est déroulé hors des eaux territoriales japonaises, selon leur définition la plus restrictive, mais à l'intérieur de la zone économique exclusive japonaise, soit à moins de 200 milles marins des côtes du Japon.
Au petit matin du 22 décembre, le bâtiment, un navire de pêche sous faux pavillon chinois et immatriculé Zhangyu 3705/Choryo 3705, est pris en chasse par 20 bateaux garde-côtes qui lui intiment l'ordre de mettre en panne. Devant le refus des Nord-Coréens d'obtempérer, les navires japonais, dans le cadre d'un amendement de la loi de l’Agence de sécurité maritime voté le 20 octobre 2001 qui autorise les garde-côtes à utiliser leurs armes contre les incursions de navires « suspects » dans les eaux territoriales japonaises tirent des coups de semonce. La situation dégénère en un affrontement de six heures, l'équipage coréen ouvrant le feu avec des armes automatiques sur ses poursuivants, entraînant aussitôt la riposte des garde-côtes. Selon certains témoins du combat et une vidéo de l'affrontement, les Coréens auraient fait usage de lance-roquettes. À la suite de plusieurs explosions, qui ne paraissent pas liées aux attaques des patrouilleurs japonais, le navire nord-coréen sombre à 22 h 13 (heure locale) par 90 mètres de fond, entraînant dans la mort son équipage composé d'une quinzaine d'hommes.
En janvier 2002, les services de renseignement japonais se disent persuadés qu’il transportait une cargaison d’amphétamines.
Ce navire est renfloué en 2003 et se trouve maintenant dans le musée des garde-côtes de Yokohama inauguré en 2004. Il était équipé d'un scooter sous-marin et d'une cale dissimulée pouvant embarquer un petit navire servant aux infiltrations. On spécule qu'il a servi aux enlèvements de citoyens japonais par la Corée du Nord.
Parmi son armement, on peut remarquer une mitrailleuse ZPU-2 bitube de 14,5 mm et un missile sol-air portable.